# Carl Gustaf Sjöstén
Carl Gustaf Sjöstén, född 17 maj 1767, död 9 januari 1817, var en svensk vetenskapsman.

## Biografi
Sjöstén var docent vid Lunds universitet och blev senare professor vid Svea artilleriregemente. Sjöstén var från den 26 oktober 1796 vice sekreterare vid Kungliga Vetenskapsakademien, med uppdrag att hålla Thamiska föreläsningarna, förestå biblioteket och föra akademiens protokoll. Från den 30 maj 1803 delade han posten som Vetenskapsakademiens sekreterare med Jöns Svanberg. Han lämnade posten vid 1808 års utgång. Orsaken var "försumlighet" på sekreterarposten.
Carl Gustaf Sjöstén invaldes 1798 som ledamot av Svenska Krigsmannasällskapet (namnändrad till Kungliga Krigsvetenskapsakademien 1805) och var dess andre sekreterare 1799–1806.